# 集电极开路

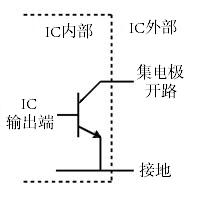
一个集成电路（IC）開集級電路的简化图，注意此引脚的输出与内部信号是反相的。

開集極電路（英語：Open Collector，俗称“集电极开路门”或“OC门”），是一种集成电路的输出装置。OC门实际上只是一个NPN型三极管，并不输出某一特定电压值或电流值。OC门根据三极管基极所接的集成电路来决定（三极管发射极接地），通过三极管集电极，使其开路而输出。而输出设备若为场效应晶体管（MOSFET），则称之为漏极开路（英語：Open Drain，俗称“OD门”），工作原理相仿。通过OC门这一装置，能够让逻辑门输出端的直接并联使用。两个OC门的并联，可以实现逻辑与的关系，称为“线与”，但在输出端口应加一个上拉电阻与电源相连。

## OC 的工作特性
這種組態的特性是，输出侧上拉電阻（pull-up resistor）連接的電壓不一定需要使用与输入侧IC同樣的電源（VCC），可以是用更低或更高的電壓來代替。因此，集電極開路電路有時用於連接不同工作電位、或用于外部電路需要更高電壓的场合。

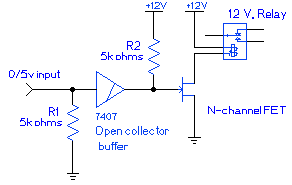
通过 7407 OC 缓冲器，以 5V 的 TTL 信号驱动 12V 继电器。

OC 的另一個優點是多个 OC 输出允許連接到同一条线上。从输出端向里看，OC 引脚在输出高电平时高阻、低电平时接地，因此如果所有的輸出都在高阻抗（即邏輯 1）狀態，该线（以及下游的上拉電阻）將输出一個高電壓的狀態；但如果至少一个 OC 輸出处在低电平（即邏輯 0），那么它們會吸收電流、将输出线拉到低电平。因此，集極開路設備通常用於連接多個器件的總線，前提是该总线的逻辑是同一时刻仅有单个设备输出（负逻辑的）有效信号，例如 MCS-51 系列的寫使能（/WR 等）。這允许一個正在驱动总线的設備不会和其他不活动的設備互相干扰——如果不使用 OC 输出，那麼不活动（输出低电平）的設備將試圖把總線电压拉回低电平，造成不可預知的輸出。
基于上面的优点，可以將幾個 OC 連接在一起形成“线与（wired AND）”（正邏輯，即高电平代表真）或“線或（wired OR）”（負邏輯，低电平代表真）。线或的原理可通过简单的分析得知，也可由德摩根定律证明。
OC 唯一的問題就是功率耗損。因為這樣的組態往往需要較高的電流才能正確的工作，即使在關閉的狀態，也通常會有幾個 nA 的洩漏電流，更不用说输出侧上拉电阻所带来的损耗。